# 7 dólares al rojo
7 dólares al rojo es un spaghetti western hispano-italiano del año 1966 dirigido por Alberto Cardone, y protagonizado por Antonio de Teffé y Fernando Sancho.

## Argumento
Johnny Ashley (Antonio de Teffé), es un hombre que busca durante años al bandido que asesinó a su mujer y que robó a su hijo recién nacido: Jerry (Roberto Miali). Cuando por fin lo encuentra y acaba con él, su propio hijo se pone en su contra, debido a que desconoce quién es realmente Johnny Ashley. El enfrentamiento entre padre e hijo será trágico.

## Reparto
- Antonio de Teffé: Johnny Ashley
- Fernando Sancho: El Chacal
- Elisa Montés: Sybil
- Loredana Nusciak: Emily
- Gianni Manera: Gambler
- Roberto Miali: Jerry